# Divona Cadurcorum
 (janvier 2022).
Si vous disposez d'ouvrages ou d'articles de référence ou si vous connaissez des sites web de qualité traitant du thème abordé ici, merci de compléter l'article en donnant les références utiles à sa vérifiabilité et en les liant à la section « Notes et références ».
Divona Cadurcorum est le nom latin d'une ville de Gaule romaine, chef-lieu de la cité des Cadurques, aujourd'hui Cahors, chef-lieu du département du Lot.

## Période gauloise: le peuple des Cadurques
Le territoire correspondant à l'actuel département du Lot est occupé à l'âge du fer par un peuple gaulois, les Cadurques, que Jules César, au début de son livre La Guerre des Gaules, situe dans la partie de la Gaule qu'il appelle Celtique (entre la Garonne et la Loire). César mentionne d'ailleurs le peuple des Cadurques dans cet ouvrage.
Après la conquête par Rome de la Gaule narbonnaise en -120, les Cadurques sont proches de cette province (chef-lieu : Narbonne), qui inclut notamment Toulouse (Tolosa), chef-lieu des Volques Tectosages.
Il subsiste quelques vestiges des oppida (villes fortifiées) cadurques, dont le plus célèbre est Uxellodunum, dernier bastion de résistance gauloise (après la défaite d'Alésia), sous la direction du chef cadurque Lucterios, pris en -51.
- le site de Cahors à l'époque de l'indépendance gauloise

## Période de l'empire romain (-51/476)

### Le chef-lieu de la cité des Cadurques
À la suite de la conquête de la Gaule chevelue par César (des Pyrénées au Rhin), les Cadurques font partie de la soixantaine de peuples reconnus par les Romains, devenant une cité (civitas) de la province de Gaule (hors Gaule narbonnaise). Sous le règne de l'empereur Auguste qui divise la Gaule chevelue en trois (les « Trois Gaules »), la cité des Cadurques est intégrée à la province de Gaule aquitaine (chef-lieu : Saintes, puis Bordeaux), qui s'étend des Pyrénées à la Loire.
Le chef-lieu de la cité des Cadurques (siège du conseil des décurions) est établi dans la localité appelée Divona, qui devient, pour les Romains, Divona Cadurcorum.
Au IVe siècle, la cité des Cadurques est intégrée à la province d'Aquitaine première (chef-lieu : Bourges), qui fait partie de la préfecture du prétoire des Gaules (chef-lieu : Trèves).

### Le nom de la ville
Le mot gaulois divona (« divine ») aurait à l'origine désigné une source sacrée, réputée miraculeuse, dont la résurgence, non loin du pont Valentré, au pied de la colline de la Croix Magne, est toujours active. Des plongeurs y ont découvert de très nombreuses pièces de monnaie antiques. 
La ville figure sous le nom de Bibona sur la table de Peutinger, carte des voies romaines du IV, qui indique qu'elle était reliée à Toulouse et à Agen.

### Prospérité de Cahors sous l'empire romain
La ville implantée sur une presqu'île enserrée dans une large boucle du Lot devient au Ier siècle une cité gallo-romaine opulente avec un pont sur le Lot, un aqueduc amenant les eaux du Vers à partir d'une source se trouvant au pied de l'oppidum de Murcens. 
Cahors exporte notamment jusqu'à Rome des étoffes de lin. Cahors est reliée à Toulouse par une voie romaine passant par les lieudits mentionnés sur la table de Peutinger Cosa (Cos, commune de Lamothe-Capdeville, Tarn-et-Garonne) sur l'Aveyron et Fines (sans doute Bressols, Tarn-et-Garonne, sur le Tarn). À cette époque, le site de Montauban ne connait aucune occupation urbaine (Montauban est une ancienne bastide, fondée en 1144).
Cahors devient très tôt un siège épiscopal : le premier évêque attesté est saint Génulphe (ou saint Genou) vers 255.

## Période du haut Moyen Âge
Après la fin de l'Empire romain d'Occident (476), l'administration romaine disparait totalement, mais Cahors reste un évêché, d'abord dans le royaume des Wisigoths de Toulouse, puis dans le royaume des Francs (509). 
Vers cette époque, au nom de Divona est substitué le nom du peuple seul, employé au pluriel, Cadurci, à l'accusatif Cadurcos, ce qui va aboutir à la dénomination actuelle : Cadurcos > Cadurcs > Ca(d)or(c)s > Cahors. Cadurci est aussi à l'origine du nom du Quercy.
La première mention du vin de Cahors remonte au VIIe siècle. Il s'agit d'un remerciement épistolaire de l'évêque saint Paul de Verdun à son homologue saint Didier qui lui avait fait parvenir du vin de sa production.

## Archéologie

### Les thermes
Les thermes romains de la ville ont été datés des Ier et IIe siècles. Ils sont constitués de trois établissements successifs et fonctionnaient encore au début du IVe siècle. Les thermes publics de Cahors étaient alimentés par l'aqueduc qui prenait sa source à 16 km de là, au pied de l'oppidum de Murcens. On peut voir des traces de cet aqueduc à Laroque-des-Arcs

### Les temples
Les vestiges d'un édifice cultuel antique  ont été mis au jour, en 2002, lors de travaux de rénovation de l'hôpital dans la partie occidentale de la ville, à proximité du méandre du Lot.
Ce grand temple de type fanum à cella de 22 m de diamètre extérieur fut probablement construit dans la seconde moitié du Ier siècle et abandonné trois siècles plus tard. Il semble voué au culte de Divona, déesse tutélaire de la ville.
On suppose l'existence d'un autre temple sous l'emplacement actuel de la cathédrale.

### L'amphithéâtre
Les vestiges d'un vaste amphithéâtre (en forme d'ovale de 110 m de long sur 90 m de large) ont été mis au jour en 2006-2007 lors de la construction d'un parking souterrain.

### Le théâtre
La ville romaine possédait un théâtre, construit dans la première moitié du I
er siècle, pouvant accueillir jusqu'à 6 000 spectateurs. Ses ruines étaient encore imposantes au début du XIX
e siècle et connues sous le nom de « Cadourques ». L'édifice fut fouillé en 1839 puis classé au titre des monuments historiques. Malgré cela, il fut détruit par son propriétaire entre 1860 et 1863, et il n'en reste plus que de maigres vestiges visibles dans le bâtiment de la chambre d'agriculture du Lot situé en face de la gare.

### Autres monuments
- Une basilique.
- Des villas ornées de mosaïques.
- Le musée de Cahors Henri-Martin conserve une collection d'objets archéologiques gallo-romains notamment des pierres sculptées.